# Курт Беніршке
Курт Беніршке (англ. Kurt Benirschke; нар. 26 травня 1924 — пом. 10 вересня 2018) — німецько-американський патологоанатом, генетик та експерт з питань плаценти та розмноження людей і ссавців. У зоопарку Сан-Дієго Беніршке створив перший у світі заморожений зоопарк для кріоконсервації генетичного матеріалу вимираючих видів тварин.

## Життєпис
Беніршке виріс у Глюкштадті, маленькому містечку на півночі Німеччини. Отримав ступінь доктора медицини в Гамбурзькому університеті. Він іммігрував до США в 1949 році.